# Johann Carl Fuhlrott

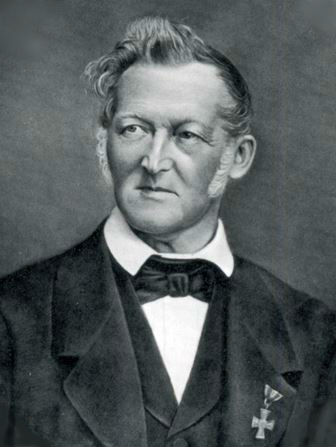
J.C. Fuhlrott

Johann Carl Fuhlrott (Leinefelde, 31 december 1803 –  Elberfeld, 17 oktober 1877) was een Duits wetenschapper die door de ontdekking van de neanderthaler  bekend werd als een van de grondleggers van de paleoantropologie. 
Fuhlrott studeerde wiskunde en natuurwetenschappen aan de Universiteit van Bonn en werd daarna leraar aan het gymnasium in  Elberfeld. In 1856 kreeg hij een aantal botten uit een steengroeve in het nabijgelegen Mettmann te zien waarvan de vinders veronderstelden dat deze afkomstig waren van een beer. Fuhlrott constateerde echter dat het om zeer oude menselijke botten ging, maar nogal verschillend van 'gewone' menselijke overblijfselen. Hij liet de botten vervolgens aan Hermann Schaaffhausen, de patholoog-anatoom van de Universiteit van Bonn zien. In 1857 maakten zij hun ontdekking publiekelijk bekend waarbij ze stelden een oud menselijk ras gevonden te hebben, de Neandertaler.  Aangezien dat niet strookte met het gangbare (Bijbelse) wereldbeeld en Charles Darwins werk over evolutie nog niet gepubliceerd was duurde het nog geruime tijd voor hun ontdekking erkend werd.
- Bibliothèque nationale de France: cb161476517 (data)
- Author citation (botany): Fuhlrott
- Gemeinsame Normdatei: 119519763
- International Standard Name Identifier: 0000 0001 1587 0410
- Library of Congress Control Number: no99001147
- Nationale Bibliotheek van Israël: 987007344862205171
- Nederlandse Thesaurus van Auteursnamen: 240107659
- Système universitaire de documentation: 112702902
- Virtual International Authority File: 3282645
- WorldCat: E39PBJpjdTfGjPVR4gVYfrdmh3